# Rosalnice
Rosalnice este o localitate din comuna Metlika, Slovenia, cu o populație de 365 de locuitori.